# (3662) Дежнёв
(3662) Дежнёв (лат. Dezhnev) — типичный астероид главного пояса, открыт 8 сентября 1980 года советским астрономом Людмилой Журавлёвой в Крымской астрофизической обсерватории и 4 июня 1993 года назван в честь русского путешественника, землепроходеца и морехода Семёна Дежнёва.

## Обнаружение и именование
(3662) Дежнёв
Открыт 8 сентября 1980 года в Научном Л. В. Журавлёвой.
Назван в честь русского мореплавателя Семёна Ивановича Дежнёва (ок. 1605—1673).
Оригинальный текст (англ.)3662 Dezhnev
Discovered 1980-09-08 by Zhuravleva, L. at Nauchnyj.
Named in honor of Semen Ivanovich Dezhnev (c. 1605—1673), Russian seafarer.
Источники: DISCOVERY.DB; M.P.C. 22246.

## Орбита

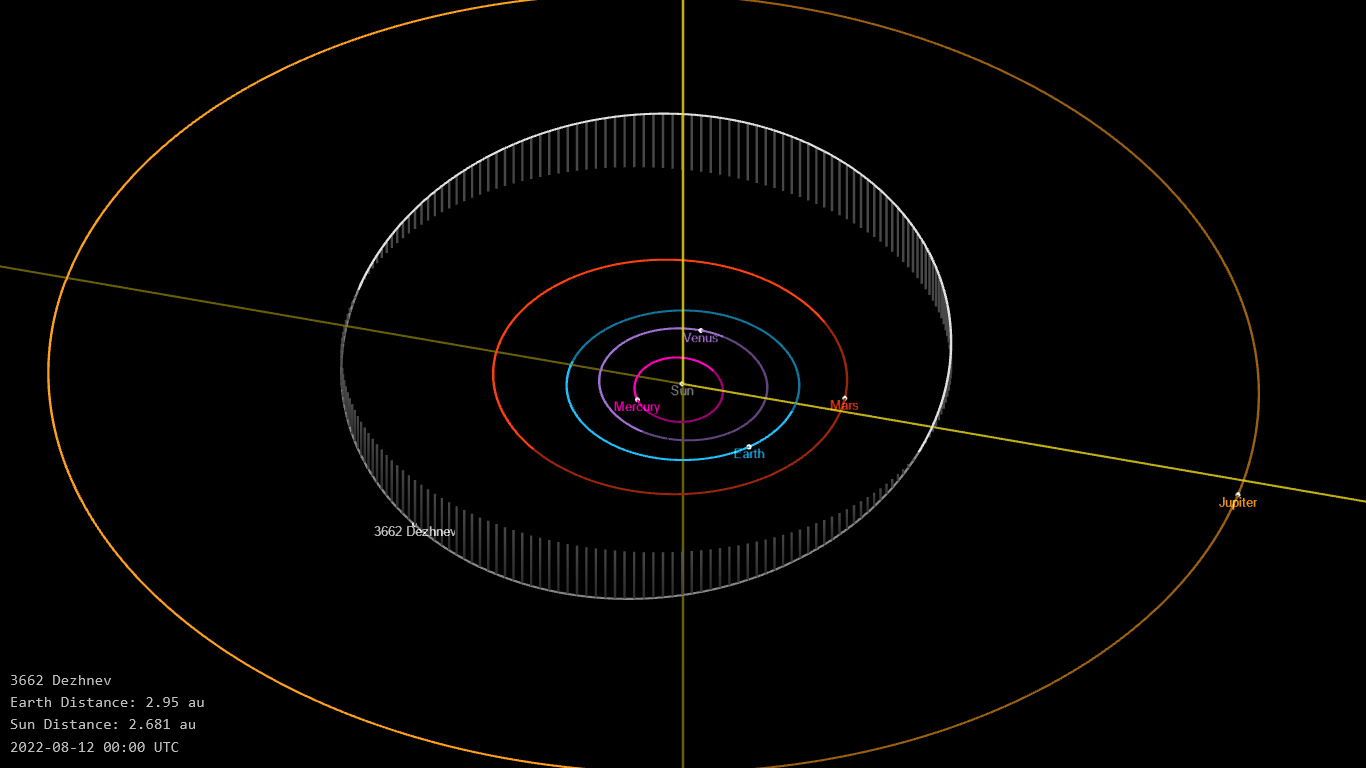
Орбита астероида Дежнёв и его положение в Солнечной системе

## Физические характеристики
Астероид относится к таксономическому классу S.
По результатам наблюдений в инфракрасном диапазоне спутника Akari и наблюдений в видимом и ближнем инфракрасном диапазоне космического телескопа NEOWISE диаметр астероида сначала оценивался равным 10,08±0,52 км, позже — 9,416±0,300 км. Согласно тем же источникам альбедо оценивается как 0,285±0,032 и 0,316±0,043.